# Serge Lofo
Serge Lofo Bongeli (Kinshasa, 13 ottobre 1983) è un calciatore della Repubblica Democratica del Congo, ala del Diables Noirs.